# Нестерово (Могилёвская область)
Нестерово (бел. Несцерава) — деревня в Мстиславском районе Могилёвской области Белоруссии. Входит в состав Подсолтовского сельсовета.

## География
Деревня находится в северо-восточной части Могилёвской области, в пределах Оршанско-Могилёвской равнины, на берегах реки Рухвы, к северу от автодороги Р15, на расстоянии примерно 26 километров (по прямой) к северо-западу от Мстиславля, административного центра района. Абсолютная высота — 207 метров над уровнем моря.

## История
В конце XVIII века деревня входила в состав Мстиславского воеводства Великого княжества Литовского.
Согласно «Списку населенных мест Могилёвской губернии» 1910 года издания населённый пункт входил в состав Шамовского сельского общества Шамовской волости Мстиславского уезда Могилёвской губернии. Имелся 71 двор и проживало 482 человека (257 мужчин и 225 женщин).
До 2013 года Нестерово входило в состав ныне упразднённого Раздельского сельсовета.

## Население
По данным переписи 2009 года, в деревне проживало 226 человек.